# Javier Girotto

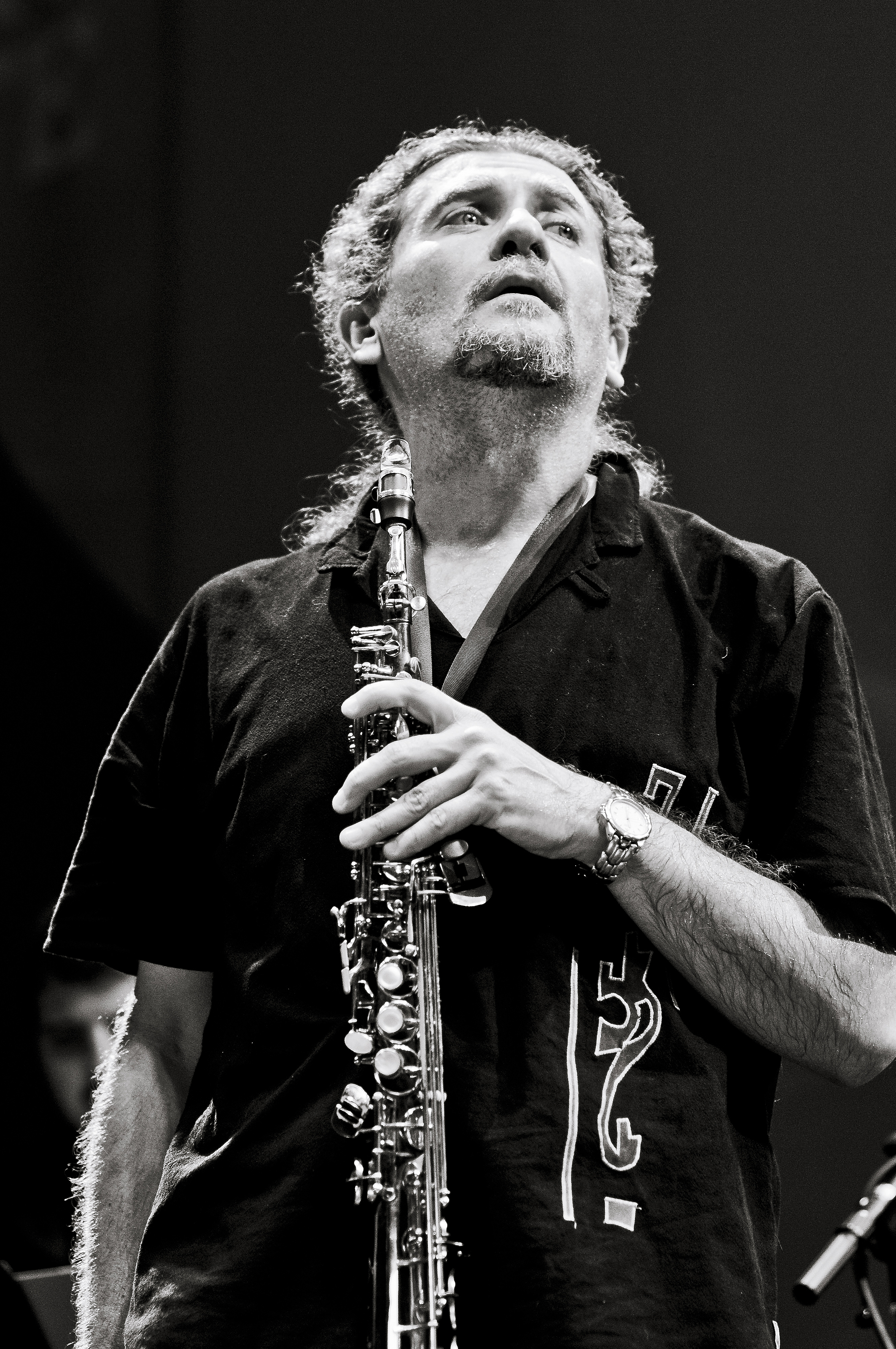
www.javiergirotto.com

Javier Edgardo Girotto (Córdoba, 17 aprile 1965) è un sassofonista, compositore, arrangiatore e flautista argentino naturalizzato italiano.

## Biografia
Javier Edgardo Girotto nasce a Cordoba nel 1965. Si avvicina alla musica grazie al nonno materno A.L.Caroli, direttore di banda, suonando prima il rullante, poi il clarinetto piccolo in Mi bemolle, nella Infanto Juvenil de Cordoba e nella banda di Villa del Rosario, per poi passare a quello in Si bemolle. Il passaggio, per un clarinettista, al saxofono è naturale. Scelto il sax contralto, comincia a frequentare Buenos Aires, in cerca di qualcuno che lo avvii al jazz, purtroppo senza fortuna. Rientrato a Cordoba forma i suoi primi gruppi di ispirazione jazzistica, dedicandosi anche alla musica commerciale dei cosiddetti “Cuartetos”. A sedici anni intraprende gli studi classici, iscrivendosi al Conservatorio Provincial De Cordoba e non esistendo la cattedra di sassofono, si iscrive ai corsi di clarinetto e flauto raggiungendo il compimento medio in entrambi gli strumenti. Parallelamente agli studi in conservatorio forma e collabora con diversi gruppi, tra cui i Vertiente, un mix di fusion e folklore argentino, i Jazz 440.
A 19 anni vince una borsa di studio del Berklee College of Music e gli si spalancano finalmente le porte del mondo del jazz. Resta nella prestigiosa scuola bostoniana per quattro anni, diplomandosi in Professional Music “Cum Magna Laude”. I quattro anni statunitensi sono proficui, un periodo in cui ha approfondito gli studi di composizione e arrangiamento e di sax e improvvisazione con maestri del calibro di Joseph Viola, George Garzone, Hall Crook e Jerry Bergonzi, imparando poi, “il mestiere”, suonando con Danilo Pérez, George Garzone, Hall Crook, Bob Moses, Herb Pomeroy e tanti altri musicisti da cui ha raccolto una scintilla della loro esperienza.
L'avventura italiana di Javier Girotto inizia a 25 anni, per curare alcuni affari della sua famiglia, di origini pugliesi, (il tramite della cittadinanza italiana) decidendo in breve tempo, di iniziare in questa nazione la sua carriera professionale. Anche in Italia alterna la collaborazione con gruppi di musica commerciale, latina, con la formazione di diversi gruppi jazz, con cui comincia la sua indefessa attività di compositore e arrangiatore. La sua prima formazione romana è “Tercer Mundo”, insieme ad Horacio “El Negro” Hernandez, sui binari del latin jazz, un sestetto formato da piano, basso, percussioni, batteria, tromba e sax, seguito a ruota dai “”Six Sax, un quartetto di saxofoni, con basso e batteria, composto da Rosario Giuliani e Tony Germani all'alto, Gianni Savelli al tenore, Javier al baritono, Marco Siniscalco al basso e Pietro Iodice alla batteria, col quale incide il suo primo cd “Homenaje” nel 1995 con special guest Bob Mintzer e Randy Brecker. In questo stesso periodo nasce il gruppo per il quale i sax soprano e baritono di Girotto sono maggiormente conosciuti, Aires Tango, con Alessandro Gwis al pianoforte, Marco Siniscalco al basso e Michele Rabbia alla batteria e percussioni, in un connubio delle ragioni del tango con quelle del jazz che, partendo dal piacere legato all'ascolto degli stilemi della musica argentina, rassicura l'ascoltatore nell'affrontare le “rapide” della “diversità” dei suoi soli. Con Aires Tango incide ben 10 dischi e nel 2009 festeggiano 15 anni di vita con il loro disco “10/15” (appunto per indicare 10º disco e 15 anni di vita del gruppo) gemme di un percorso in cui Girotto è stato accompagnato sempre dal plauso incondizionato del pubblico, che lo ha incoraggiato ad “aprire” il progetto alla voce di Peppe Servillo e all'orchestra sinfonica.
Roberto Gatto lo chiama a far parte del suo quintetto con cui incide 2 cd. Poi la pianista romana Rita Marcotulli lo inserisce nel progetto The woman next door, omaggio della musicista al regista François Truffaut. Marcotulli e Girotto daranno vita ad altri progetti in duo. Nel 2004 ha pubblicato l'album L'amico di Córdoba, con Natalio Mangalavite e Peppe Servillo (voce solista degli Avion Travel) e nel 2009 Fùtbol con la partecipazione di Toni Servillo e Fausto Mesolella.
Ha fatto parte poi dell'Essential Team di Pippo Matino. Infinite le collaborazioni passate e presenti con Antonello Salis, Roberto Gatto, Paolo Silvestri, Paolo di Sabatino, Enrico Rava, Stefano Bollani, Fabrizio Bosso, Salman Rushdie, Nada, Lello Arena, Leo Gullotta, Neri Marcorè, Mercedes Sosa, Paolo Damiani, Paolo Fresu, Toni Servillo e altri ancora.
Nel 2000 inizia la sua collaborazione con la prestigiosa ONJ, l'Orchestre National de Jazz di Parigi (Francia).
Nel 2006 Forma insieme al Paolo Silvestri Ensemble e Luciano Biondini quello che sarebbe la continuazione del disco “Anniversario” fatto con Aires Tango e l'orchestra sinfonica di Sofia, registrando il primo album per la Giotto Music.
Nel frattempo con la PMJO (Parco della Musica Jazz Orchestra – Auditorium di Roma), registra il disco “Argentina :Escenas en Big Band” con composizioni originali di Girotto, arrangiati da Luigi Giannatempo.
Nel 2007 è ospite dei Marea nell'album Deserto rosso.
Nella stagione 2007-2008 ha partecipato allo spettacolo Uomini in frac, della Piccola Orchestra Avion Travel, insieme a musicisti come Danilo Rea che si è alternato al pianoforte con Rita Marcotulli, Furio Di Castri, Gianluca Petrella e Cristiano Carcagnile, eseguendo alcune canzoni di Domenico Modugno; lo spettacolo è stato allestito per festeggiare i cinquant'anni di Nel blu dipinto di blu.
Nel dicembre 2008 viene invitato dalla Jazz Orchestra of the Concertgebouw di Amsterdam per una tournée in tutti i Paesi Bassi presentando questo progetto de big band e nell'agosto del 2010 sarà ospite della WDR big band (della radio di Colonia – Germania) per un progetto “Jazz tango” insieme a Gary Burton e Marcelo Nisinman.
Nel 2011 fonda la propria etichetta discografica JG records.
Nel 2017 collabora al progetto “De Sica/Fellini in Musica”  ideato dal compositore Davide Cavuti: il progetto è un omaggio ai due compositori cinematografici Alessandro Cicognini e Nino Rota eseguite in trio con Cavuti alla fisarmonica, Girotto al sassofono e con Paolo di Sabatino al pianoforte.
Nel 2017 va in scena con “Mediterranean Symposium - 10th Anniversary”, spettacolo musicale che festeggia la decennale collaborazione con il duo jazz dei Marea, composto da Andrea Dessì e Massimo Tagliata. La collaborazione Marea-Girotto viene rinnovata nel 2018 con l'uscita di un nuovo album assieme: Paradise.
Nel 2021 partecipa al brano È sempre colpa sua della rock band Damablue in qualità di artista featuring.

## Discografia

### Album con gli Aires Tango
- 1996: Malvinas (Equipe)
- 1997: Madres Via Veneto Jazz
- 1999: Poemas Via Veneto Jazz
- 2000: Cronologia del '900 il manifesto
- 2001: Origenes il manifesto
- 2002: En vivo CAM Jazz
- 2002: Aniversario CAM Jazz
- 2004: Escenas argentinas (Javier Girotto & Aires Tango) CAM Jazz
- 2006: Trentamila cuori (J. girotto & Aires Tango) il manifesto
- 2009: 10/XV (J. Girotto & Aires Tango) P.M.J.O.

### Altre opere
- 1995: Six Sax (con R. Giuliani T. Germani G. Savelli M.Siniscalco P. Iodice) (Via Veneto Jazz)
- 1996: Grandes Amigos (con Antonello Salis e Michele Rabbia) (Equipe)
- 2000: Visions (Javier Girotto plays Rava) (con Daniele Di Bonaventura) Philology
- 2001: Recordando Piazzolla (con Daniele Di Bonaventura & strings) Via Veneto Jazz
- 2001: El Cacerolazo (con Luciano Biondini) Philology
- 2001: Cordoba Reunion (con G. di Giusto, C. Buschini e M. Garay)special guest Mercedes Sosa
- 2003: Colibrì (con Natalio Mangalavite) (III Millennio)
- 2004: L'amico di Córdoba (con Peppe Servillo e Natalio Mangalavite) il manifesto
- 2004: Recordando Gardel (con Daniele Di Bonaventura & strings) Via Veneto Jazz
- 2005: Terra Madre (con Luciano Biondini)
- 2006: Argentina: escenas en Big Band (J. Girotto & Big Band Parco della Musica) P.M.J.O.
- 2006: New York sessions (J. Girotto Ed Simon Ben Street J.Ballard) CAM Jazz
- 2006: Nahuel (J. Girotto & Vertere String 4tet) il manifesto
- 2007: Deserto Rosso (Marea feat. Javier Girotto)
- 2007: Girotto Biondini Silvestri Ensemble Giottomusic
- 2008: Girotto Sinesi Brhun
- 2008: Suix (J. Girotto & Atem Sax quartet) il manifesto
- 2009: Fùtbol (Servillo Girotto Mangalavite) Goodfellas
- 2009: Javier Girotto (Jazz italiano) L'Espresso
- 2010: Pangea- dalle Dolomiti alle Ande (Girotto & Sax four fan)
- 2011: Kaleidoscopic arabesque (J. Girotto Bebo Ferra) Dasè Sound Lab
- 2011: Alrededores de la ausencia (J. Girotto & friends) J.G. Records
- 2011: Take Five Live (Javier Girotto & Andrea Dessì with Torres de Mar)
- 2018: Paradise (Marea & Javier Girotto)

### Partecipazioni
- 2008: Sol - Latin Mood (Fabrizio Bosso- Javier Girotto) EMI
- 2010: Voices (Paolo di Sabatino) Irma Records
- 2016: Vitae (Davide Cavuti) Etichetta MuTeArt
- 2020: Atomic Bass (Giuseppe Bassi) Verterecords
- 2024: In a new world (Marco Tiraboschi) Da Vinci Publishing
- 2025: Contrast (Tupa Ruja) Filibusta Records